# Attrition (érosion)
Pour les articles homonymes, voir Attrition.
En science de l'environnement, l'attrition est une forme d'érosion côtière ou fluviale, lorsque la charge de fond est érodée par elle-même et le lit. Au fur et à mesure que les roches sont transportées en aval le long du lit d'une rivière, les impacts réguliers entre les grains eux-mêmes et entre les grains et le lit les font se briser en fragments plus petits. Ce processus les rend également plus ronds et plus lisses. 
L'attrition peut également se produire dans les régions glaciaires, où elle est causée par le mouvement de la glace avec des blocs incrustés sur les sédiments de surface. 
Des effets similaires sur les matières particulaires peuvent être observés dans les environnements de fabrication chimiques et mécaniques.

## Mécanisme

Effets de l'attrition le long de la Haast River en Nouvelle-Zélande
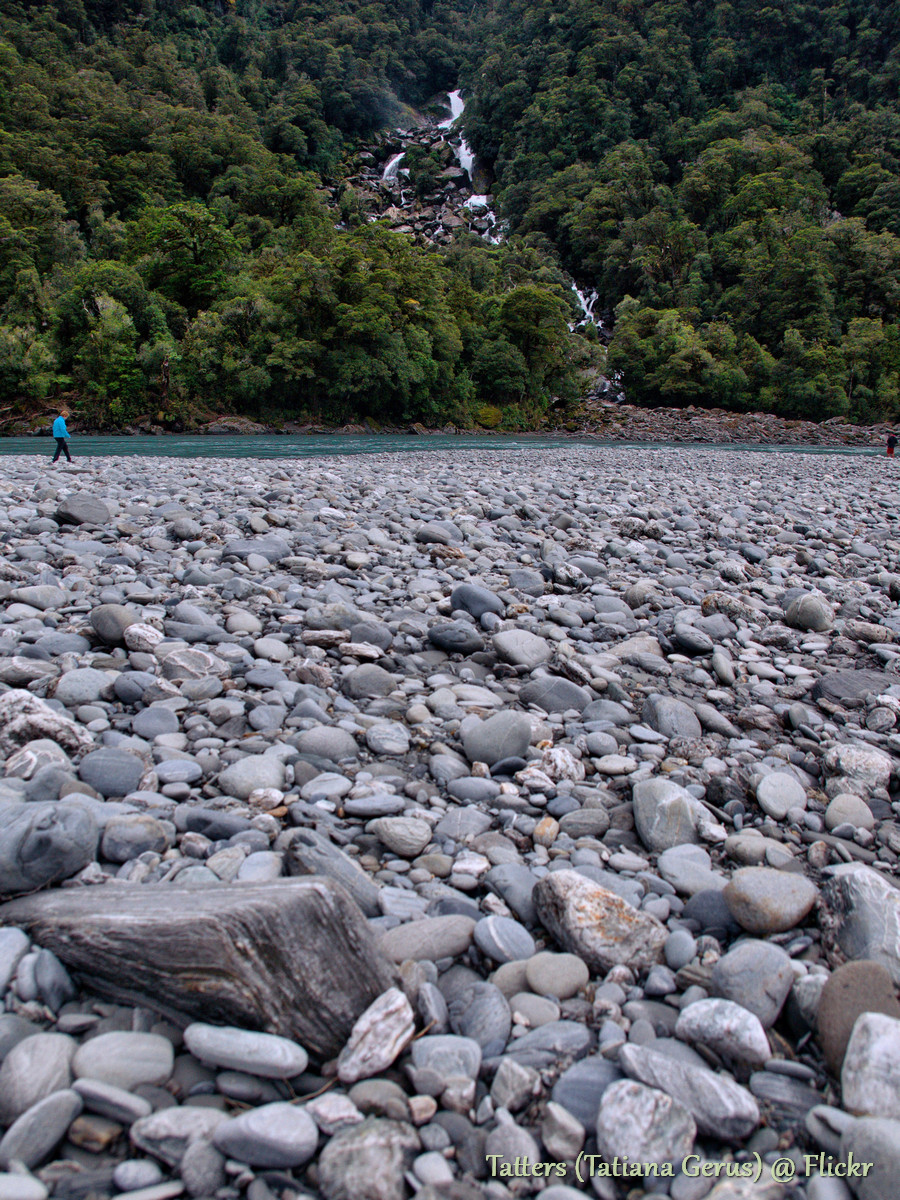
Les galets ont tendance à être plus gros en amont
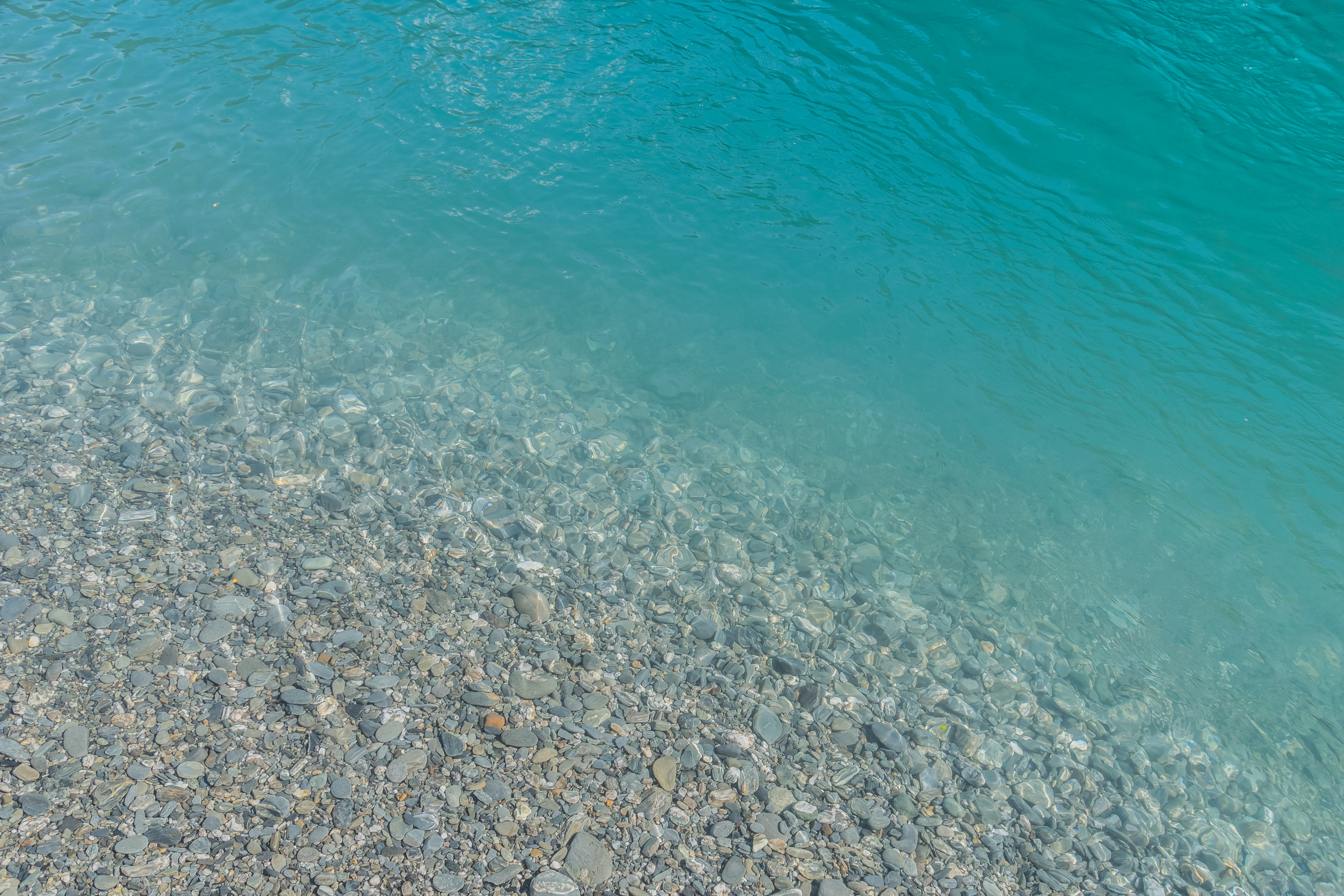
... et diminuer plus en aval ...
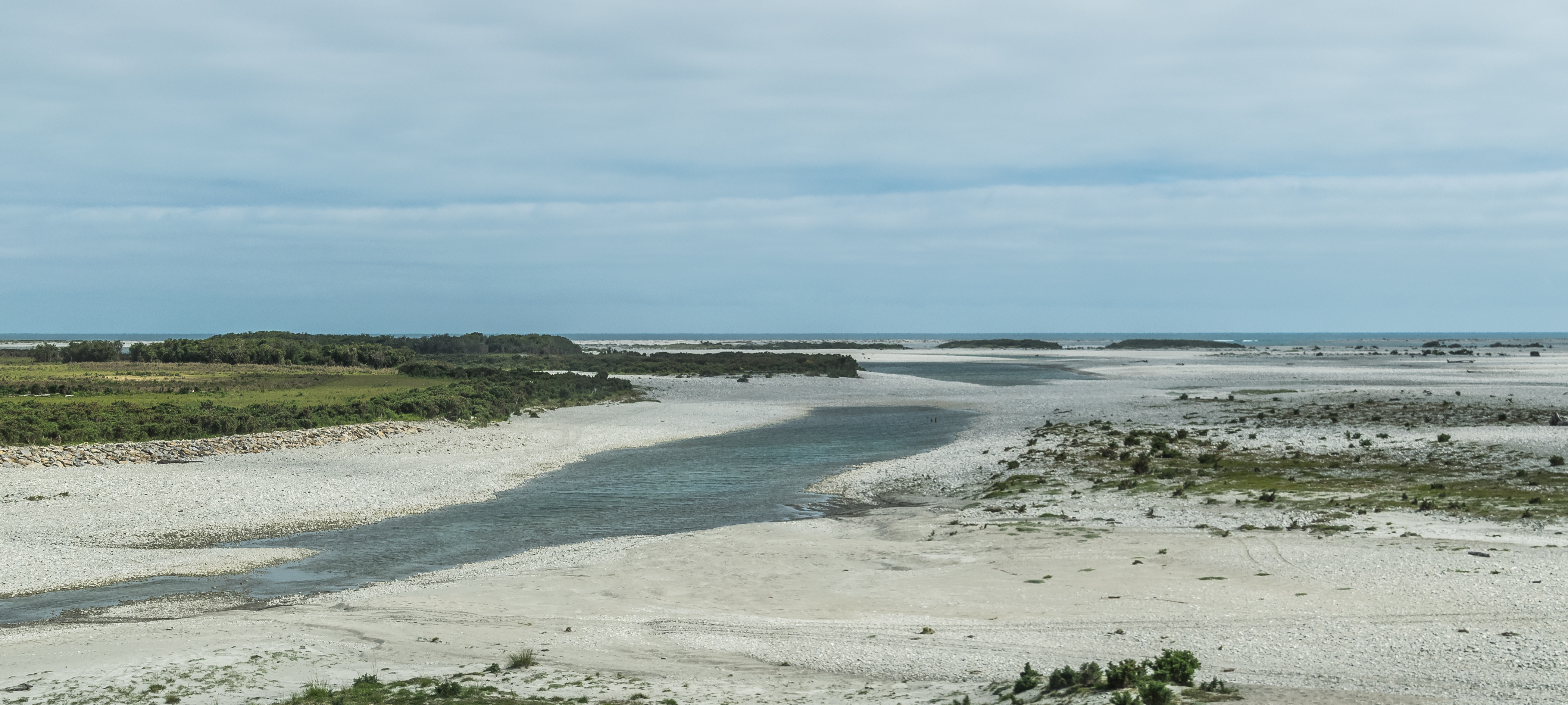
jusqu'à ce qu'ils soient réduits en sable et en gravier à l'embouchure.

La quantité d'attrition dépend d'un certain nombre de facteurs: les propriétés des particules telles que la taille, la forme, la surface, la porosité, la dureté et les fissures, et les propriétés environnementales telles que le temps, la vitesse, la pression, le cisaillement et la température.
En général, les particules sont plus affectées par l'attrition plus en aval, car la vitesse des rivières a tendance à être plus élevée et, par conséquent, sa compétence (capacité à transporter des sédiments) est augmentée. Cela signifie que la charge frotte contre elle-même plus et avec plus de force lorsqu'elle est suspendue dans la rivière, augmentant ainsi l'érosion par attrition, bien qu'il y ait un point après le transport sur une certaine distance où les cailloux atteignent une taille relativement immunisée contre une nouvelle attrition. La distribution granulométrique des sédiments produits par attrition sera également contrôlée par la lithologie de la roche dont ils sont issus. La taille des particules diminue généralement continuellement à mesure que la rivière s'écoule plus en aval, dans un processus appelé downstream fining (affinage en aval).

## Processus similaires
Les effets de l'attrition peuvent être confondus avec les effets du triage, dans lequel la granulométrie des sédiments est affectée par les mécanismes de transport des sédiments, par exemple la suspension par rapport à la charge de fond. Cela affecte le plus les plages de galets, car les galets se fracassent, ce qui les fait se lisser.
L'attrition de la matière particulaire est également observée dans l'industrie chimique, où elle n'est pas souhaitable. Des produits peuvent être perdus au cours du processus et des contaminants peuvent être créés, nécessitant une filtration supplémentaire. L'attrition survenant dans une application industrielle découle d'un large éventail de mécanismes: mécaniques, thermiques et chimiques.
Lors du décapage par projection d'abrasif, la durée de vie utile de l'abrasif (sable ou grenaille) est limitée par l'usure car, à mesure que la surface de la pièce s'use, l'abrasif se décompose également.